# فرودگاه اناکورتز
فرودگاه اناکورتز (به انگلیسی: Anacortes Airport) یک فرودگاه همگانی بهره‌برداری هوایی با کد یاتا OTS است که یک باند فرود آسفالت دارد و طول باند آن ۹۱۹ متر است. این فرودگاه در شهر اناکورتز، واشینگتن کشور ایالات متحده آمریکا قرار دارد و در ارتفاع ۷۳ متری از سطح دریا واقع شده است.